# Milan Živadinović
Milan Živadinović (in serbo Милан Живадиновић?; Belgrado, 15 dicembre 1944 – Belgrado, 17 luglio 2021) è stato un calciatore e allenatore di calcio serbo.

## Carriera
Gioca da difensore per circa quindici anni: in Jugoslavia vince due titoli nazionali vestendo la maglia della Stella Rossa prima di andare a chiudere la carriera in Germania.
Da allenatore vive esperienze in RSF di Jugoslavia, Turchia, Arabia Saudita, RF di Jugoslavia, Iran, Cina e con le nazionali di Jugoslavia, Iraq, Yemen, Ghana e Birmania.

## Palmarès

### Calciatore

#### Competizioni nazionali
- Campionato jugoslavo: 2

Stella Rossa: 1968-1969, 1969-1970
- Kup Maršala Tita: 2

Stella Rossa: 1969-1970, 1970-1971

### Allenatore

#### Competizioni nazionali
- Coppa Principe Faysal Bin Fahd: 1

Al-Shabab: 1988-1989
- Coppa dell'Iran: 1

Saba Qom: 2004-2005
- Supercoppa dell'Iran: 1

Saba Qom: 2005